# Børge Bastholm Larsen
Børge Bastholm Larsen (født 3. januar 1931 Svendborg, død 16. juli 1960 i Kastrup Lufthavn) var en dansk fodboldspiller.
Mange skader til trods fik han en flot, men kort karriere. Han spillede 11 landskampe for Danmark samt yderligere 8 B- og 1 U-landskamp. Han var højre back i Køge, hvor han debuterede 14. oktober 1951 i hjemmekampen mod OB. Han var bl.a. med til at vinde DM-sølv i 1952 og det første DM til provinsen i 1954. Han spillede for Køge frem til sin død.
Bastholm Larsen var en af de otte, som omkom i flyulykken på vej til en OL-forberedelseskamp i Herning.
De andre var Per Funch Jensen, Arne Karlsen, Kurt Krahmer (alle KB), Erik Pondal Jensen (AB), Ib Eskildsen, Søren Andersen (begge Frem) og Erling Spalk (Ikast).
Børge Bastholm Larsen er far til Torben Bastholm, som spillede 216 kampe for Køge i perioden 1975-1983 og repræsenterede Danmark i både en J- og en Y-landskamp.
Bastholm Larsen arbejdede som tolder.